# Diogo Nascimento
Diogo André Santos Nascimento (Leiria, 2 novembre 2002) è un calciatore portoghese, centrocampista dell'Olympiacos.

## Carriera

### Club
Dopo aver giocato sia per lo Sporting Lisbona che per il Belenenses, Nascimento è passato al Benfica nel 2014. Ha firmato il suo primo contratto professionale nel luglio 2021.
Nel 2023 si è unito al Vizela per la squadra under-23.

### Nazionale
Nascimento ha rappresentato le nazionali giovanili portoghesi.

## Statistiche

### Presenze e reti nei club
Statistiche aggiornate al 1º settembre 2023.
| Stagione        | Squadra         | Campionato      | Campionato | Campionato | Coppe nazionali | Coppe nazionali | Coppe nazionali | Coppe continentali | Coppe continentali | Coppe continentali | Altre coppe | Altre coppe | Altre coppe | Totale | Totale | Totale |
| Stagione        | Squadra         | Comp            | Pres       | Reti       | Comp            | Pres            | Reti            | Comp               | Pres               | Reti               | Comp        | Pres        | Reti        | Pres   | Reti   |        |
| --------------- | --------------- | --------------- | ---------- | ---------- | --------------- | --------------- | --------------- | ------------------ | ------------------ | ------------------ | ----------- | ----------- | ----------- | ------ | ------ | ------ |
| 2021-2022       | Benfica B       | SL              | 3          | 0          |                 | -               | -               |                    | -                  | -                  |             | -           | -           | 3      | 0      |        |
| 2022-2023       | Benfica B       | SL              | 4          | 0          |                 | -               | -               |                    | -                  | -                  |             | -           | -           | 4      | 0      |        |
| 2023-2024       | Vizela          | PL              | 34         | 0          | CP+Cdl          | 0               | 0               |                    | -                  | -                  |             | -           | -           | 34     | 0      |        |
| Totale carriera | Totale carriera | Totale carriera | 41         | 0          |                 | 0               | 0               |                    | -                  | -                  |             | -           | -           | 41     | 0      |        |